# Acalypha angustata
Acalypha angustata é uma espécie de flor do gênero Acalypha, pertencente à família Euphorbiaceae.